# Biegi narciarskie na Zimowych Igrzyskach Olimpijskich 2018
Biegi narciarskie na Zimowych Igrzyskach Olimpijskich 2018 – jedna z dyscyplin rozgrywanych podczas igrzysk w dniach 10–25 lutego 2018 w Daegwallyeong-myeon, w Korei Południowej. Podczas trwania imprezy zawodnicy i zawodniczki rywalizowali w 12 konkurencjach: biegu indywidualnym, łączonym, masowym, sprincie, sprincie drużynowym oraz biegu drużynowym kobiet i mężczyzn.

## Terminarz
Oficjalny terminarz igrzysk.
| Data      | Godzina                         | Konkurencja                                        | Mistrz IO 2014                             |
| --------- | ------------------------------- | -------------------------------------------------- | ------------------------------------------ |
| 10 lutego | 16.15 (UTC+09:00) / 8.15 (CET)  | Bieg łączony kobiet (7,5 km + 7,5 km)              | Marit Bjørgen                              |
| 11 lutego | 15.15 (UTC+09:00) / 7.15 (CET)  | Bieg łączony mężczyzn (15 km + 15 km)              | Dario Cologna                              |
| 13 lutego | 17.30 (UTC+09:00) / 9.30 (CET)  | Sprint stylem klasycznym kobiet i mężczyzn         | Maiken Caspersen Falla Ola Vigen Hattestad |
| 15 lutego | 15.30 (UTC+09:00) / 7.30 (CET)  | Bieg indywidualny stylem dowolnym kobiet (10 km)   | Justyna Kowalczyk                          |
| 16 lutego | 15.00 (UTC+09:00) / 7.00 (CET)  | Bieg indywidualny stylem dowolnym mężczyzn (15 km) | Dario Cologna                              |
| 17 lutego | 18.30 (UTC+09:00) / 10.30 (CET) | Sztafeta kobiet (4 × 5 km)                         | Szwecja                                    |
| 18 lutego | 15.15 (UTC+09:00) / 7.15 (CET)  | Sztafeta mężczyzn (4 × 10 km)                      | Szwecja                                    |
| 21 lutego | 17.00 (UTC+09:00) / 9.00 (CET)  | Sprint drużynowy stylem dowolnym kobiet i mężczyzn | Norwegia Finlandia                         |
| 24 lutego | 14.00 (UTC+09:00) / 6.00 (CET)  | Bieg masowy stylem klasycznym mężczyzn (50 km)     | Ilja Czernousow                            |
| 25 lutego | 15.15 (UTC+09:00) / 7.15 (CET)  | Bieg masowy stylem klasycznym kobiet (30 km)       | Marit Bjørgen                              |

## Medaliści
| Konkurencja                | Złoto                                                                                            | Czas      | Srebro                                                                                                  | Czas      | Brąz | Czas      |
| Bieg łączony kobiet        | Charlotte Kalla                                                                                  | 40:44,9   | Marit Bjørgen                                                                                           | 40:52,7   | Krista Pärmäkoski                                                                                              | 40:55,0   |
| Bieg łączony mężczyzn      | Simen Hegstad Krüger                                                                             | 1:16:20,0 | Martin Johnsrud Sundby                                                                                  | 1:16:28,0 | Hans Christer Holund                                                                                           | 1:16:29,9 |
| Sprint kobiet              | Stina Nilsson                                                                                    | 3:03,84   | Maiken Caspersen Falla                                                                                  | 3:06,87   | Julija Biełorukowa                                                                                             | 3:07,21   |
| Sprint mężczyzn            | Johannes Høsflot Klæbo                                                                           | 3:05,75   | Federico Pellegrino                                                                                     | 3:07,09   | Aleksandr Bolszunow                                                                                            | 3:07,11   |
| Bieg indywidualny kobiet   | Ragnhild Haga                                                                                    | 25:00,5   | Charlotte Kalla                                                                                         | 25:20,8   | Marit Bjørgen Krista Pärmäkoski                                                                                | 25:32,4   |
| Bieg indywidualny mężczyzn | Dario Cologna                                                                                    | 33:43,9   | Simen Hegstad Krüger                                                                                    | 34:02,2   | Dienis Spicow                                                                                                  | 34:06,9   |
| Sztafeta kobiet            | Norwegia Ingvild Flugstad Østberg · Astrid Jacobsen · Ragnhild Haga · Marit Bjørgen              | 51:24,3   | Szwecja Anna Haag · Charlotte Kalla · Ebba Andersson · Stina Nilsson                                    | 51:26,3   | Olimpijscy sportowcy z Rosji Natalja Niepriajewa · Julija Biełorukowa · Anastasija Siedowa · Anna Nieczajewska | 52:07,6   |
| Sztafeta mężczyzn          | Norwegia Didrik Tønseth · Martin Johnsrud Sundby · Simen Hegstad Krüger · Johannes Høsflot Klæbo | 1:33:04,9 | Olimpijscy sportowcy z Rosji Andriej Łarkow · Aleksandr Bolszunow · Aleksiej Czerwotkin · Dienis Spicow | 1:33:14,3 | Francja Jean-Marc Gaillard · Maurice Manificat · Clément Parisse · Adrien Backscheider                         | 1:33:41,8 |
| Sprint drużynowy kobiet    | Stany Zjednoczone Kikkan Randall · Jessica Diggins                                               | 15:56,47  | Szwecja Charlotte Kalla · Stina Nilsson                                                                 | 15:56,66  | Norwegia Marit Bjørgen · Maiken Caspersen Falla                                                                | 15:59,44  |
| Sprint drużynowy mężczyzn  | Norwegia Martin Johnsrud Sundby · Johannes Høsflot Klæbo                                         | 15:56,26  | Olimpijscy sportowcy z Rosji Dienis Spicow · Aleksandr Bolszunow                                        | 15:57,97  | Francja Maurice Manificat · Richard Jouve                                                                      | 15:58,28  |
| Bieg masowy kobiet         | Marit Bjørgen                                                                                    | 1:22:17,6 | Krista Pärmäkoski                                                                                       | 1:24:07,1 | Stina Nilsson                                                                                                  | 1:24:16,5 |
| Bieg masowy mężczyzn       | Iivo Niskanen                                                                                    | 2:08:22,1 | Aleksandr Bolszunow                                                                                     | 2:08:40,1 | Andriej Łarkow                                                                                                 | 2:10:59,6 |

## Wyniki

### Kobiety

#### Bieg łączony
| Miejsce | Zawodniczka             | Reprezentacja     | Czas    | Strata |
| ------- | ----------------------- | ----------------- | ------- | ------ |
| złoto   | Charlotte Kalla         | Szwecja           | 40:44,9 | –      |
| srebro  | Marit Bjørgen           | Norwegia          | 40:52,7 | +7,8   |
| brąz    | Krista Pärmäkoski       | Finlandia         | 40:55,0 | +10,1  |
| 4.      | Ebba Andersson          | Szwecja           | 40:55,8 | +10,9  |
| 5.      | Jessica Diggins         | Stany Zjednoczone | 40:59,6 | +14,7  |
| 6.      | Nathalie von Siebenthal | Szwajcaria        | 41:02,5 | +17,6  |
| 7.      | Teresa Stadlober        | Austria           | 41:11,5 | +26,6  |
| 8.      | Natalja Niepriajewa     | OAR               | 41:17,9 | +33,0  |
| 9.      | Heidi Weng              | Norwegia          | 41:25,6 | +40,7  |
| 10.     | Stina Nilsson           | Szwecja           | 41:33,8 | +48,9  |

### Mężczyźni

#### Bieg łączony
| Miejsce | Zawodnik               | Reprezentacja   | Czas      | Strata |
| ------- | ---------------------- | --------------- | --------- | ------ |
| złoto   | Simen Hegstad Krüger   | Norwegia        | 1:16:20,0 | –      |
| srebro  | Martin Johnsrud Sundby | Norwegia        | 1:16:28,0 | +8,0   |
| brąz    | Hans Christer Holund   | Norwegia        | 1:16:29,9 | +9,9   |
| 4.      | Dienis Spicow          | OAR             | 1:16:32,7 | +12,7  |
| 5.      | Maurice Manificat      | Francja         | 1:16:34,2 | +14,2  |
| 6.      | Dario Cologna          | Szwajcaria      | 1:16:45,1 | +25,1  |
| 7.      | Andrew Musgrave        | Wielka Brytania | 1:16:45,7 | +25,7  |
| 8.      | Alex Harvey            | Kanada          | 1:16:53,4 | +33,4  |
| 9.      | Martin Jakš            | Czechy          | 1:16:53,8 | +33,8  |
| 10.     | Johannes Høsflot Klæbo | Norwegia        | 1:17:03,4 | +43,4  |

## Klasyfikacja medalowa
| Miejsce | Państwo                      | złoto | srebro | brąz | Razem |
| ------- | ---------------------------- | ----- | ------ | ---- | ----- |
| 1.      | Norwegia                     | 5     | 4      | 2    | 11    |
| 2.      | Szwecja                      | 2     | 2      | 0    | 4     |
| 3.      | Szwajcaria                   | 1     | 0      | 0    | 1     |
| 4.      | Olimpijscy sportowcy z Rosji | 0     | 1      | 4    | 5     |
| 5.      | Włochy                       | 0     | 1      | 0    | 1     |
| 6.      | Finlandia                    | 0     | 0      | 2    | 2     |
| 7.      | Francja                      | 0     | 0      | 1    | 1     |